# Єдльня-Кольонія
Єдльня-Кольонія (пол. Jedlnia-Kolonia) — село в Польщі, у гміні Пйонки Радомського повіту Мазовецького воєводства.
Населення — 330 осіб (2011).

## Демографія
Демографічна структура станом на 31 березня 2011 року:
|          | Загалом | Допрацездатний вік | Працездатний вік | Постпрацездатний вік |
| -------- | ------- | ------------------ | ---------------- | -------------------- |
| Чоловіки | 168     | 41                 | 101              | 26                   |
| Жінки    | 162     | 36                 | 86               | 40                   |
| Разом    | 330     | 77                 | 187              | 66                   |